# کورت آلدر
کورت آلدر (به آلمانی: Kurt Alder) ‏ (۱۰ ژوئیهٔ ۱۹۰۲ – ۲۰ ژوئن ۱۹۵۸) شیمیدان آلمانی بود که در سال ۱۹۵۰ برای کشف دیانهای مصنوعی به طور مشترک به همراه اوتو دایلز موفق به دریافت جایزه نویل شیمی شد.